# Сагаль Йосип Йосипович
Йо́сип Йо́сипович Са́галь (нар. 22 серпня 1946, с. Козівка, нині Тернопільського району) — український співак (тенор), педагог. Заслужений працівник культури України (1991). Премії конкурсу імені Соломії Крушельницької (1988, 1991), імені Братів Богдана і Левка Лепких (1998), міжнародних і республіканський конкурсів вокалістів. «Людина року» (2003, Тернопіль).

## Життєпис
Закінчив Теребовлянське культурно-освітнє училище (1967, нині вище училище культури).
Соліст Буковинського ансамблю пісні й танцю (1967—1968, м. Чернівці), Тернопільської обласної філармонії (1968—1974). 1974—1977 — керівник естрадного ансамблю Будинку культури «Будівельник», від 1977 — керівник чоловічого ансамблю, соліст оркестру народних інструментів і хорової капели «Комбайнобудівник» Будинку культури ВО «Тернопільський комбайновий завод».
Від 1993 — викладач-ілюстратор відділу концертмейстерського класу Тернопільського музичного училища, 1994 — соліст «Оркестри волі».
У репертуарі — арії з опер та оперет, романси; українські, російські, італійські народні пісні; твори місцевих авторів.
У дуеті з Романом Бойком — перші на Тернопільщині професійні виконавці пісень УСС і УПА.
Співзасновник і співорганізатор Товариства митців Тернопільщини «Боян» (1993) і спортивно-мистецького духовного центру «Моя Україна» (2003). Із мистецькими колективами гастролював в Україні й за кордоном.